# Distretto di Černivci (oblast' di Vinnycja)
Il distretto di Černivci (in ucraino Чернівецький район?) era un distretto dell'Ucraina, appartenente nell'oblast' di Vinnycja. Il suo capoluogo era Černivci. È stato soppresso con la riforma amministrativa del 2020.